# 趙永全
趙永全（1948年7月17日—），前任中華民國對外貿易發展協會秘書長，他與前任外貿協會董事長許嘉棟以及前經濟部長宗才怡皆為台灣大學商學系的同期同學。
在擔任高雄辦事處主任期間，因為建立良好的互連管道，而讓台北國際家具及木工機展覽會的中南部廠商可以在第一時間透過高雄辦事處進行參展程序，與當時台中辦事處的黃孝寬齊名。
但在1999年，貿協曾爆發因為家具展覽的主辦單位「掛羊頭賣狗肉」的問題，遭到台北市、台北縣家具公會、台灣省家具公會聯合會質疑程序標準的狀況，因此在立法院出面緩頰，讓危機暫時解除。

## 資料來源
1. ↑  黃丙喜. . 貿易運輸交通 (經濟日報). 1988年7月4日: 10.
2. ↑  白富美. . 綜合新聞 (經濟日報). 1999年11月20日: 4.